# Балк-Полевы
Балк-По́левы — угасший древний дворянский род.
Род записан в VI часть родословной книги Московской губернии. Герб внесён во II часть Общего Гербовника.
Фамилия получена соединением:
- фамилии родоначальника — лифляндского дворянина фон Ба́лкена (нем. von Balken, 1630 — 8 [17] октября 1695 года), и
- и девичьей фамилии его супруги (По́лева),

разрешённым специальным указом Петра I в связи с тем что род Полевых, происходивший от удельных князей Смоленских и потомков их князей Березуйских и Фоминских, пресёкся (1707).
Местонахождение землевладений, полученных (1727) по высочайшему указу за службу Ф. Н. Балка — село Петровское Богородского уезда Московской губернии и ряд других.

## Описание герба
В щите, имеющем голубое поле, изображено золотое бревно, положенное диагонально с правого верхнего угла к левому нижнему. Щит увенчан обыкновенным дворянским шлемом с дворянской на нём короной, на поверхности которой видна Рука, в серебрёные Латы облечённая, держащая серебрёную Шпагу. Намёт на щите голубой, подложенный золотом.— Общий гербовник, II часть
Бревно (нем. Balken), изображённое на гербе, очевидно иллюстрирует этимологию фамилии владельца.

## Родословная
Приводится по первоисточнику, в современной орфографии:

В древние времена фамилия фон Балкен из немецкой земли переселилась в Лифляндию, где находясь жалованы были некоторые из сей фамилии за службу чинами и графским достоинством. Происшедший от сего рода потомок Николай Николаевич фон Балкен в 1653 году вступя в российскую службу, находился во многих походах и при взятии городов, за что жалован был чинами.
Сын сего Николая фон Балкена, Фёдор, и его дети Павел и Пётр Фёдоровичи с потомством равным образом служили российскому престолу в разных знатных чинах, и жалованы были от государей вотчинами и другими знаками монарших милостей.
Помянутому Павлу Фёдоровичу Балку по указу блаженной и вечной славы достойной памяти государя императора Петра Первого повелено, по случаю женитьбы его на рождённой от фамилии Полевых Марье Фёдоровне, последней в роде, принять и фамилию Полевых.

Всё сие доказывается, сверх истории российской, справками архива Вотчинной коллегии и родословной Балк-Полевых, означенными в присланной из московского дворянского собрания родословной книге.— VI часть родословной книги Московской губернии

## Представители рода

### I колено
- Балкен, Николай Николаевич, фон Балкен (1630—8 [17] октября 1695 года) — родоначальник фамилии, лифляндский дворянин, майор, перешедший в 1653 году («Биографический словарь» указывает 1654 год)[6]) со шведской на русскую службу. Местожительство предков Николая фон Балкена в «немецкой земле» — Вестфалия[3].

### II колено
- Балк, Николай Николаевич (до 1670-?) — старший сын Н. Н. фон Балкена (?)

В 1700—1705 полковник регулярного солдатского полка в дивизии генерала Вейде. Участник битвы при Нарве, сражения при Гуммельсгофе, осады Мариенбурга. В росписях личного состава и диспозициях Военно-походного журнала Шереметьева с 3 июня 1701 по 12 сентября 1705 года полк Николая Балка указывается наряду с полком Фёдора Балка, всегда впереди его при совместном перечислении и имеет несколько большую численность личного состава. В ряде случаев Фёдор Балк при этом обозначается как Балк-младший или Балк 2-й.
По книге Н. Зезюлинского (стр. 20, «Новгородский полк»), имея в виду Н. Балка:
- «10-го марта 1708 г. бывший Балка полк назван Новгородским»[7].

Далее на стр.36 той же книги («Воронежский полк») автор пишет, имея в виду Ф. Балка:
- «10 марта 1708 г. Балков полк назван Воронежским»[7].

При всей тщательности проработки архивных материалов Зезюлинским составленная им биография справка Н. Балка:

Балк Николай (Микулайка) Николаевич выехал на службу в Россию из Лифляндии в 1654 г. (7162), в 1664 г. произведен из подполковников в полковники, в 1682 г. был полковником и жаловался Царям Ивану и Петру Алексеевичам на совершенное разоренье от «надворной пехоты», то есть от стрельцов; в 1700—1705 гг. был полковником регулярного солдатского полка в дивизии генерала Вейде А. А. и участвовал в бою под Нарвой 19 ноября 1700 года.
выглядит спорной ввиду очевидных пересечений её начала с биографией Николая фон Балкена. Год его рождения (по Половцову, 1630) ставит под сомнение возможность и сражения под Нарвой в 70 лет, и продолжения активных боевых действий до 75-летнего возраста и позднее. Указываемая же Половцовым точная дата смерти фон Балкена — 8 (17) октября 1695) года — усиливает вероятность того, что Николай (Микулайка) Балк либо старший брат Фёдора Балка, либо его однофамилец. Однако однозначных заключений историков по этой проблеме нет.
- Балк, Фёдор Николаевич (1670—1739) — сын Н. Н. фон Балкена, генерал-поручик. С 1734 года и до конца жизни был губернатором Москвы[11].

Жена — урождённая Монс Модеста Иоанновна, в России Матрёна Ивановна — статс-дама Екатерины Алексеевны; старшая сестра Виллима Монса, адъютанта Петра I.
Их дети: Павел, Пётр, Яков (?) и Наталья (в замужестве Лопухина).

### III колено
Дети Ф. Н. Балка (1670—1739):
- Балк-Полев, Павел Фёдорович (1690—1743) — сын Ф. Н. Балка, тайный советник.

Жёны:
1. Полева Марья Фёдоровна
2. княжна Порецкая, Анна Дмитриевна, дочь бригадира Дмитрия Ларионовича Порецкого.

Дети: Мария (в замужестве Нарышкина) и Матрёна (в замужестве Салтыкова); Федор от 2 брака.
- Балк, Пётр Фёдорович (1712—1762) — сын Ф. Н. Балка, генерал-поручик, камергер.

Жена: Шереметьева, Марфа Васильевна, фрейлина.
Дочь: София, жена генерала от инфантерии князя А. Н. Голицына.
Сыновей не было; на Петре Фёдоровиче данная ветвь рода Балков пресекается.
- Балк, Яков Фёдорович

Говоря о «собственном дворе» Екатерины I, академик князь Щербатов пишет:

камер-юнкеры её, Пётр и Яков Фёдоровичи Балковы,… которые также при несчастии его были от двора отогнаны.— Щербатов М. М. О повреждении нравов в России.
В метрической книге Вознесенской церкви при Адмиралтейских слободах есть упоминание о Якове Фёдоровиче от 27 апреля 1741 года: «Дворцового камергера Якова Фёдорова сына Балка крепостной дворовой человек отрок Яким Митрофанов сын Чюриков того дому со служительницею …» (ЦГИА СПб. ф.19. оп.111. д.11 л.94 запись о браке 38)
- Лопухина, Наталья Фёдоровна (20 [11] ноября 1699—21 [11] марта 1763) — дочь Ф. Н. Балка

### IV колено
Дети Павла Фёдоровича Балк-Полева (1690—1743):
- Балк-Полев, Фёдор Павлович — сын П. Ф. Балк-Полева. Женат на Прасковье Сергеевне Шереметьевой (1750—1792)
- Салтыкова, Матрёна Павловна (1723—1793) — дочь П. Ф. Балк-Полева, жена С. В. Салтыкова
- Щербатова, Наталья Павловна (1726—1791) — дочь П. Ф. Балк-Полева, жена П. Ф. Щербатова
- Нарышкина, Мария Павловна (1728—1793) — дочь П. Ф. Балк-Полева, замужем за С. К. Нарышкиным

### V колено
Дети Фёдора Павловича Балк-Полева:

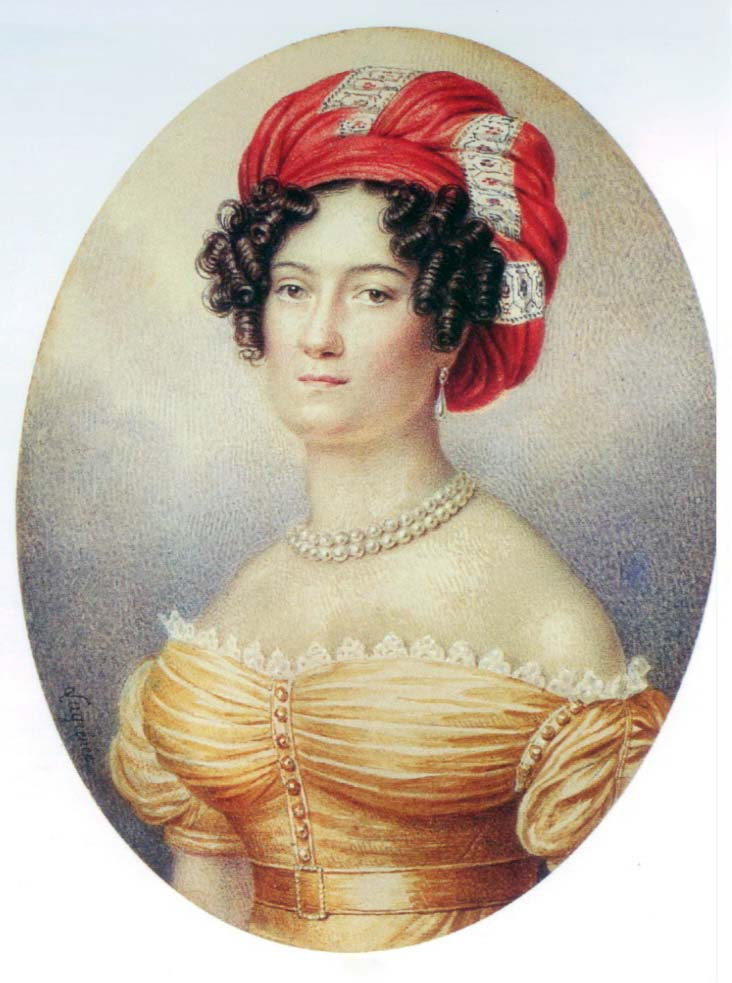
Варвара Николаевна Балк-Полева (1781—1841), урождённая Салтыкова. Жена П. Ф. Балк-Полева

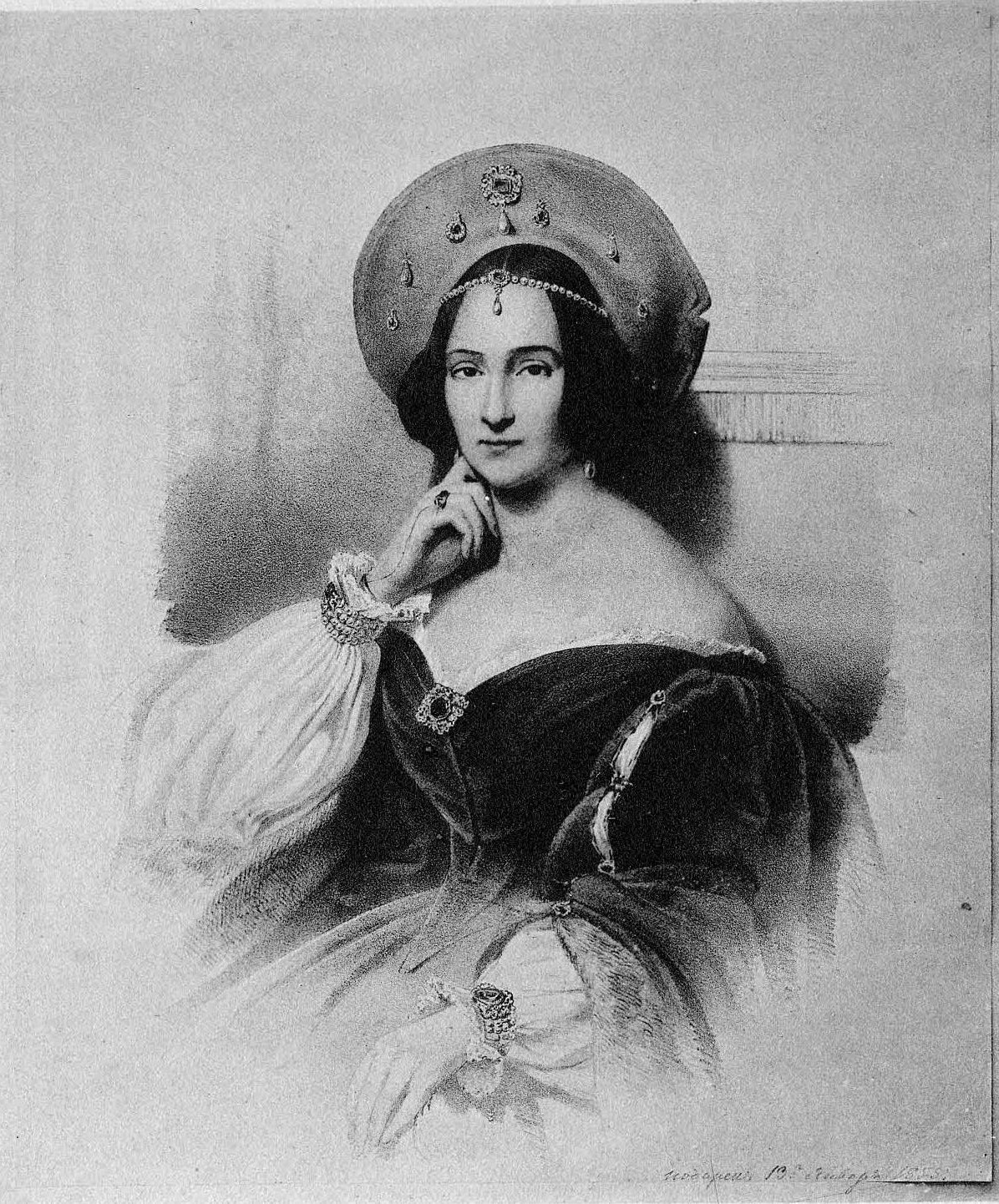
Софья Петровна Голицына

- Балк-Полев, Пётр Фёдорович (1777-23 июля (4 августа) 1849 года) — сын Ф. Н. Балка. Тайный советник, камергер, с 1804 года посланник в Бразилии. , В 1800 г. был лишен звания камергера и выслан из Москвы за нарушение предписания моск. полицмейстера Ф. Ф. Эртеля о запрещении «ходить во фраке и круглой шляпе». Звание камергера было возвращено ему при Александре I. Женат на Варваре Николаевне Салтыковой (1781—1841). Имели четырёх дочерей:
  - Софья Петровна (1805—1888) — замужем за генералом от инфантерии князем А. М. Голицыным[6].
  - Прасковья (Мария) Петровна (1808—1844) — замужем за писателем, д. с. с. Иваном Петровичем Мятлевым[6];
  - Евдокия Петровна (1809—1829), в замужестве Бычкова.
  - Евгения Петровна, в замужестве Левенец.

Сыновей не было; на Петре Фёдоровиче данная ветвь и весь род Балков-Полевых пресекается.